# Sancho VI của Navarra
Sancho VI của Navarra (tiếng Tây Ban Nha: Sancho VI de Navarra, tiếng Basque: Antso VI.a Nafarroakoa; 21 tháng 4 năm 1132 - 27 tháng 6 năm 1194), còn được gọi là Sancho Garcés VI, hay Người khôn ngoan (tiếng Tây Ban Nha: el Sabio, tiếng Basque: Jakituna) là vua của Navarre từ năm 1150 cho đến khi ông qua đời vào năm 1194. Ông là vị vua đầu tiên đổi tước hiệu của mình từ Vua của Pamplona (Rey de Pamplona) sang Vua của Navarra (Rey de Navarra), từ đó đưa vương quốc của mình vào quỹ đạo chính trị của châu Âu. Ông là con trai cả của García Ramírez Người phục chế và Margaret xứ L'Aigle.

## Tiểu sử
Vương quốc mà Sancho VI được thừa hưởng bị suy yếu một cách nghiêm trọng, bị Alfonso VII của Castilla và Ramon Berenguer IV của Aragon chia sẻ qua Hiệp ước Carrión vào năm 1140. Để lấy lại vị thế, Sancho đã cố gắng mở rộng biên giới vương quốc của mình, vốn đang dần bị cắt giảm bởi các Hiệp ước Tudején và Carrión, mà ông đã buộc phải ký với Castile và Aragón trong thời kỳ đầu trị vì của mình. Bởi Hiệp ước Soria, Castila cuối cùng đã được xác nhận sở hữu các lãnh thổ bị chinh phục. Đối mặt với việc quân đội người Castila có thể tiếp quản các vùng lãnh thổ xa hơn ở phía tây Navarra, Sancho VI đã tái khẳng định quyền lực hoàng gia bằng cách thành lập một số thị trấn vào năm 1181, bao gồm San Sebastián, Vitoria và Treviño, trong số những thị trấn khác.
Ông có mối quan hệ thù địch với Bá tước Raymond Berengar IV xứ Barcelona, nhưng con trai của Raymond là Vua Alfonso II của Aragon đã chia các vùng đất lấy từ Murcia với ông theo hiệp ước Sangüesa vào năm 1168. Năm 1190, hai nước láng giềng một lần nữa ký một hiệp ước bảo vệ lẫn nhau ở Borja chống lại Mở rộng Castile.
Ông mất vào ngày 27 tháng 6 năm 1194, tại Pamplona, cũng là nơi ông được chôn cất.

## Hôn nhân và hậu duệ
Vào ngày 20 tháng 7 năm 1153, Sancho Garcés kết hôn với Sancha xứ Castile, con gái của Alfonso VII, Vua của León và Castile và vợ là Berengaria xứ Barcelona.Họ có sáu người con:
- Berengaria Sánchez, người trở thành Vương hậu của Anh sau cuộc hôn nhân năm 1191 với Richard I.[1] Bà qua đời mà không để lại hậu duệ.
- Sancho Sánchez, biệt danh là Kẻ mạnh mẽ,[1] người kế vị cha mình và cai trị với tư cách là Vua của Navarre từ năm 1194 đến năm 1234, kết hôn lần đầu với Constance xứ Toulouse và sau đó lần thứ hai với một phụ nữ được cho là con gái của Frederick I, Hoàng đế La Mã Thần thánh, hoặc theo các nguồn khác là với Yusuf II, Caliph của Maroc.
- Blanche Sánchez, người trở thành Nữ bá tước phu nhân Champagne sau cuộc hôn nhân của cô với Theobald III và cũng là nhiếp chính bá tước sau khi ông qua đời.[3] Con trai của bà Theobald trở thành Vua của Navarre sau cái chết của người chú của mình.
- Fernando Sánchez, được chôn cất tại Tu viện Santa María la Real de Las Huelgas.[4]
- Teresa Sánchez
- Constanza Sánchez, được chôn cất tại Marcilla.[5]

## Link liên kết

Con tem hoàng gia chưa hoàn chỉnh của Sancho VI.

- Geni - Sancho VI el Sabio, rey de Navarra